# Trendelburg
Trendelburg település Németországban, Hessen tartományban. Lakosainak száma 4785 fő (2023. december 31.).

## Népesség
A település népességének változása:
| Lakosok száma | 4965 | 4911 | 4826 | 4867 | 4785 |
|               | 2017 | 2019 | 2021 | 2022 | 2023 |